# Petrovice, Příbram
Petrovice là một làng thuộc huyện Příbram, vùng Středočeský, Cộng hòa Séc.

## Tập ảnh

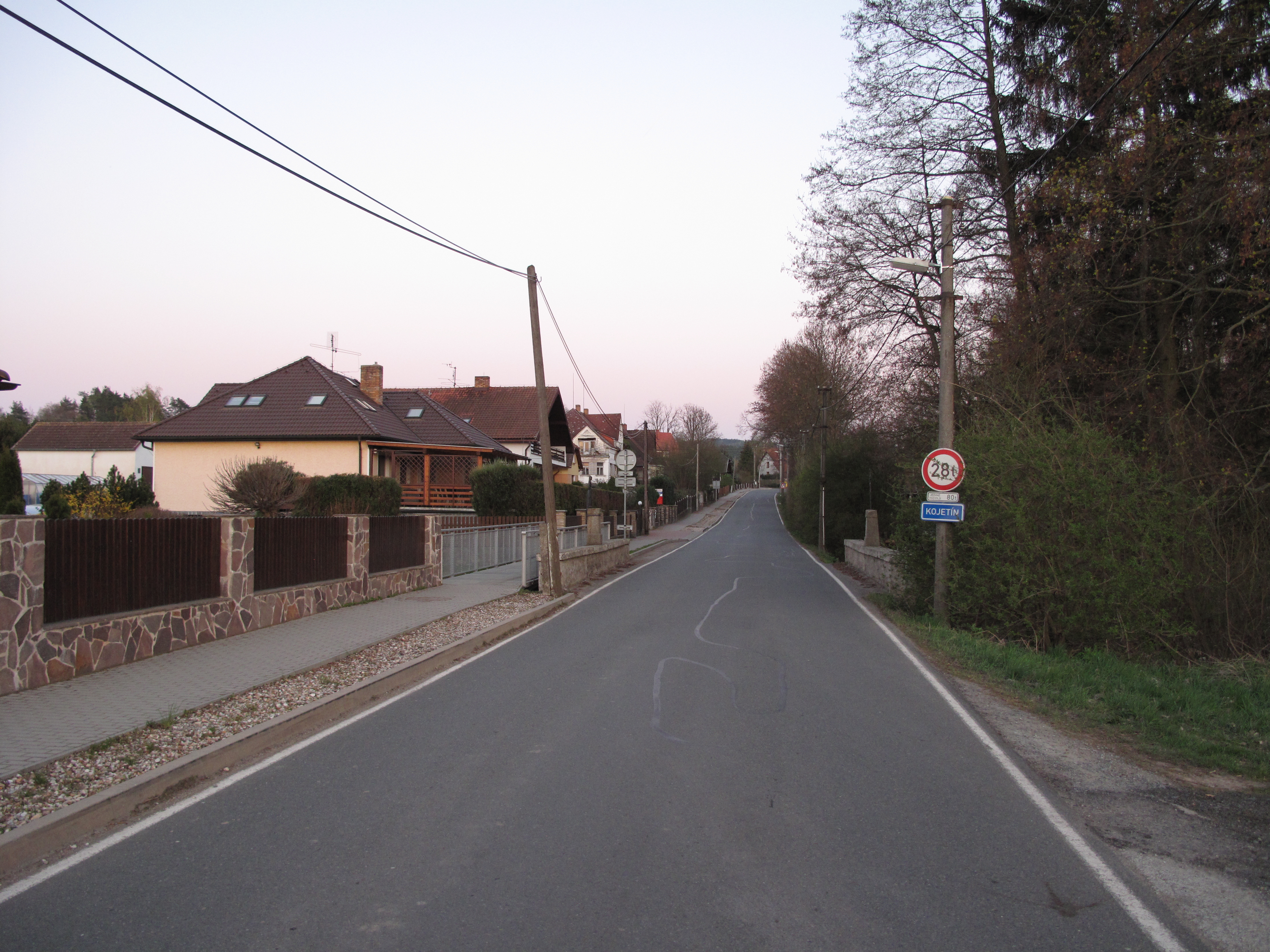
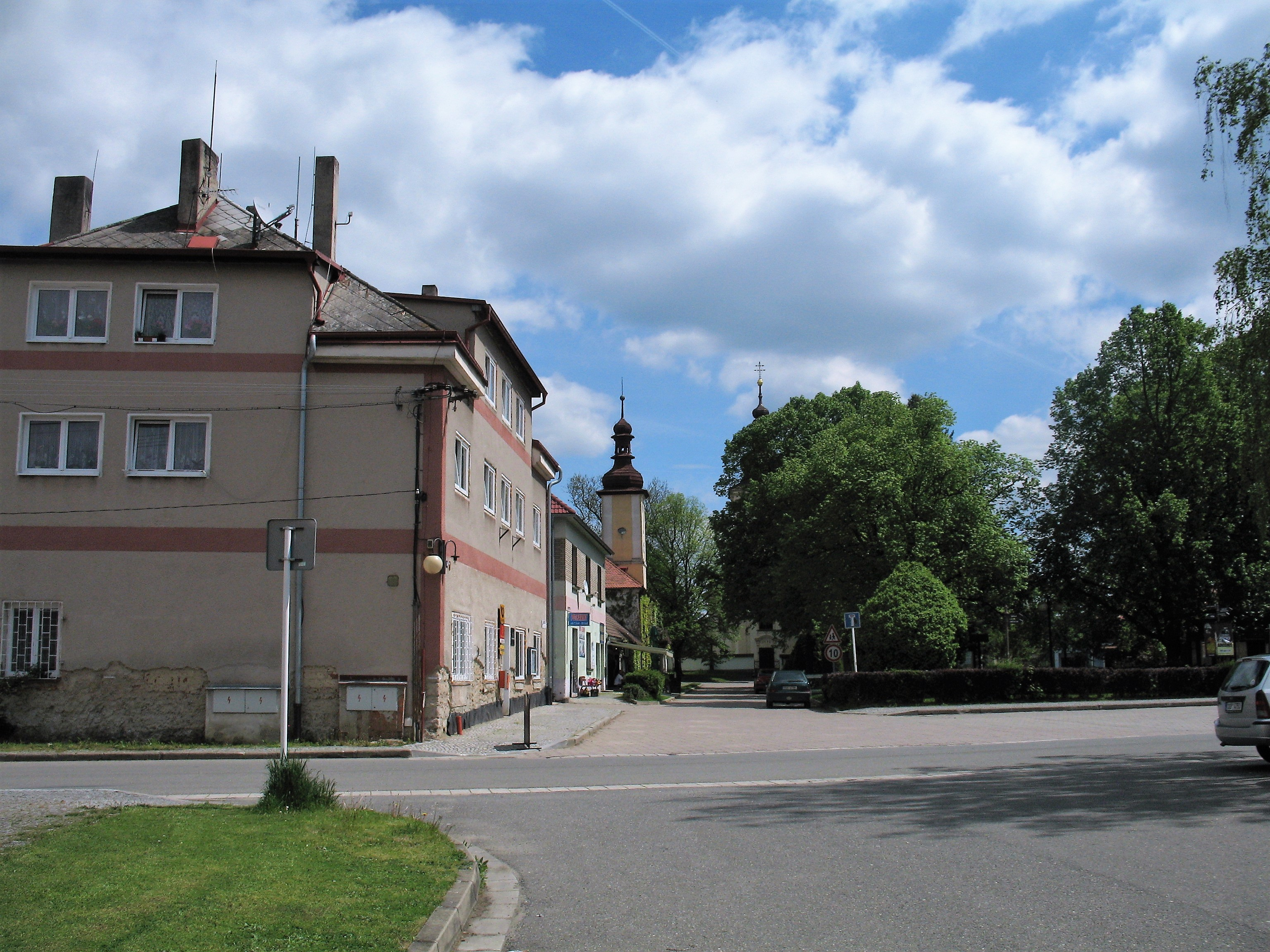
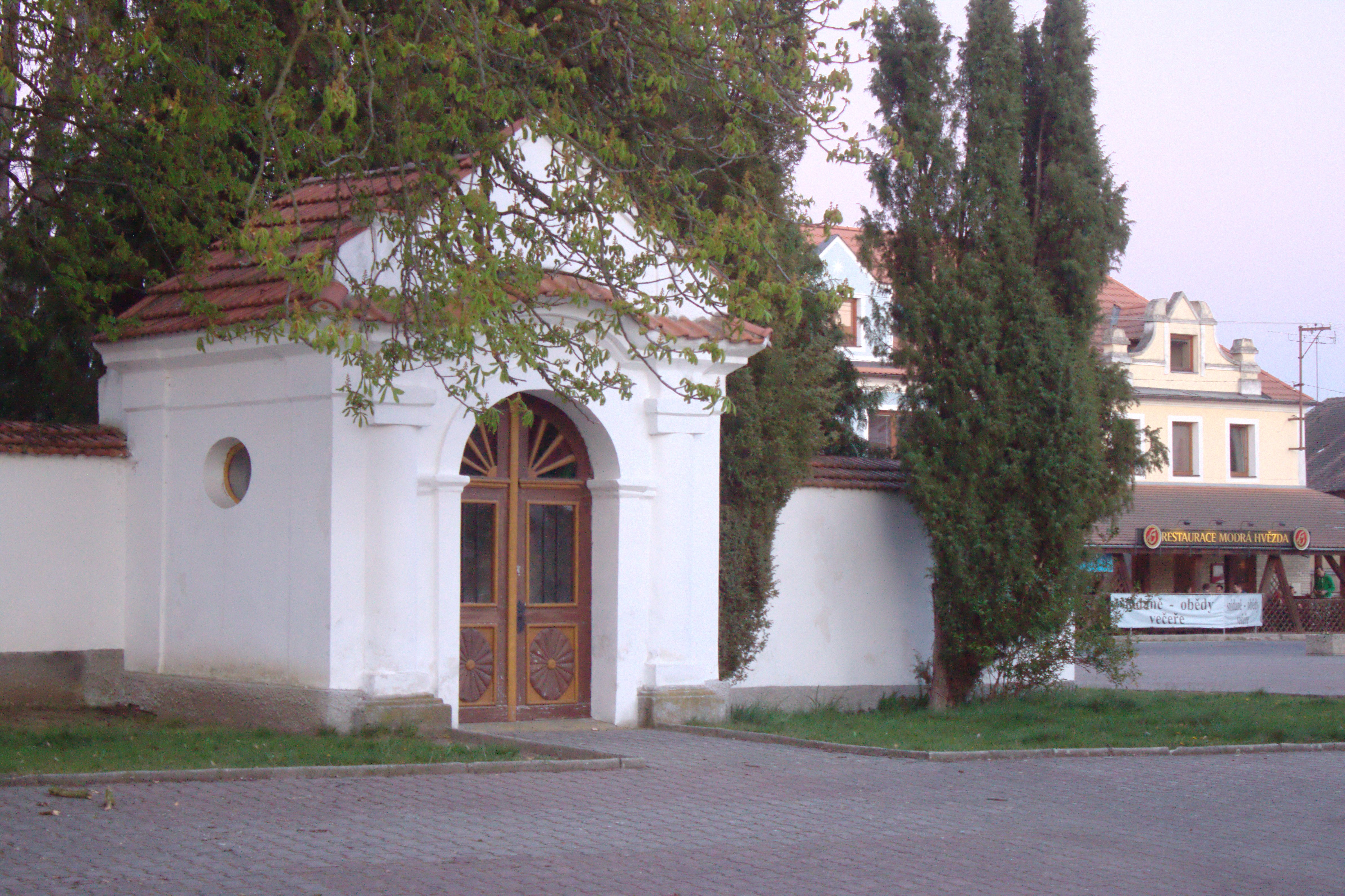